# Palazzo Fiaccadori
Palazzo Fiaccadori è un importante palazzo storico posto sul centralissimo Corso Vittorio Emanuele III di Reggio Calabria. Il palazzo presenta il suo ingresso principale sulla via Biagio Camagna e i due prospetti laterali sul corso Vittorio Emanuele III e sulla via Zaleuco.

## Descrizione Architettonica

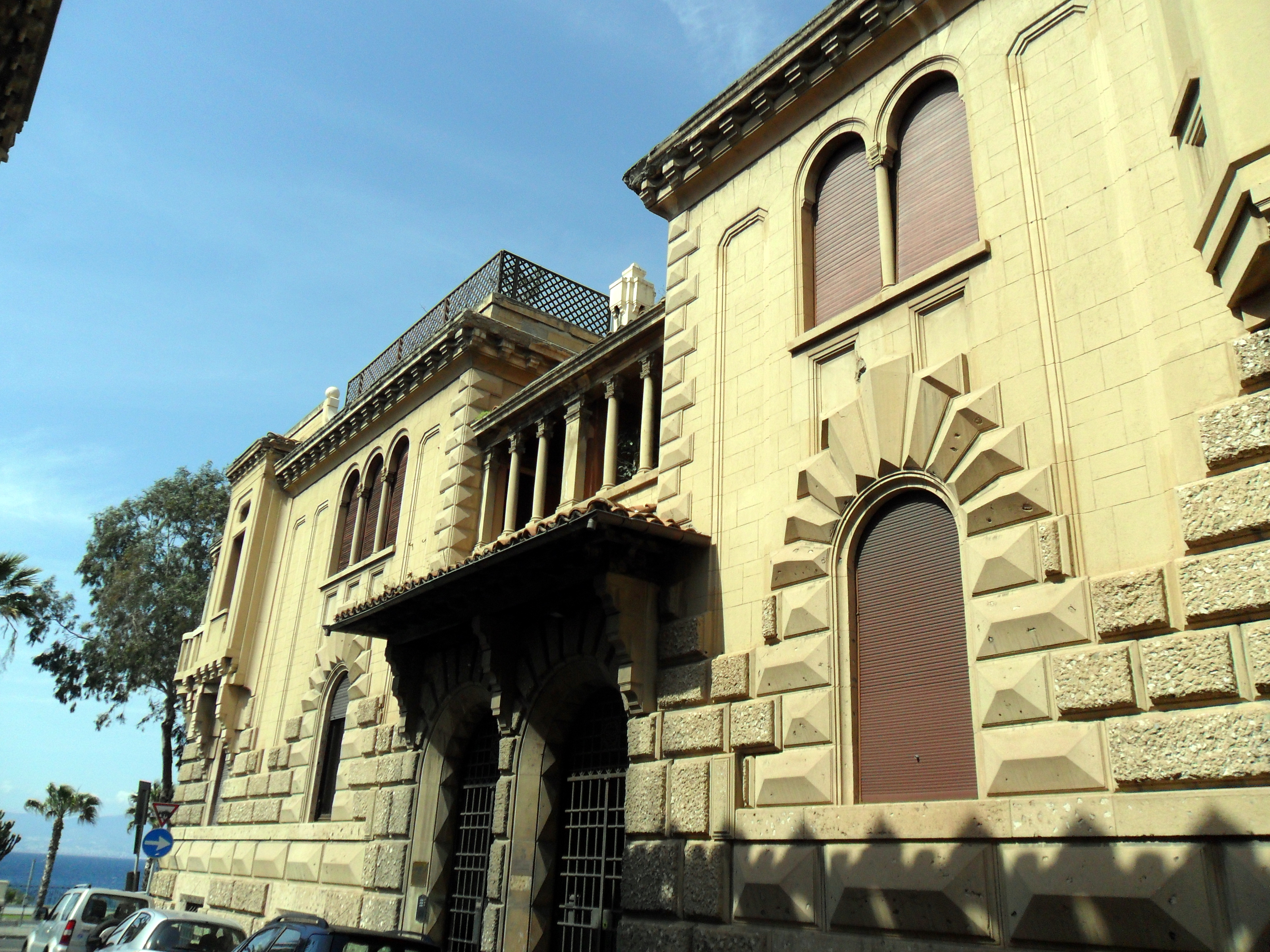
Prospetto da via B. Camagna

L'edificio, sede di residenze private, fu progettato dagli ingegneri Pietro Fiaccadori, Arata e Del Piano nel 1922 e ultimato nel 1924. Il manufatto architettonico, di impianto planimetrico quadrangolare, è formato da due corpi di fabbrica costituiti da un seminterrato, un piano rialzato ed un primo piano. I prospetti si presentano permeati da un linguaggio artistico rinascimentale con influssi dell'architettura liberty. Il palazzo poggia su un grande basamento sul quale hanno affaccio le finestre del seminterrato definito da una fascia orizzontale bugnata a rilievo. L'ingresso si trova su via Camagna ed è preservato da una pensilina in muratura sorretta da mensole a motivi geometrici. Sul lato nord domina un bowindow con una grande apertura di forma quadrata con davanzale rialzato su appoggi tripartiti e sostenuto da due robuste mensole. Nel livello superiore l'edificio termina con una veranda con parapetto merlato sormontato da una balaustra lineare. La parete della veranda è arretrata rispetto al piano della facciata prospiciente il corso Vittorio Emanuele e prosegue sul muro d'attico sul quale si aprono tre finestre. Nella parte superiore del marcadavanzale si appoggia una fascia decorata e creata in pietra con rifiniture bugnate lungo la quale si trovano tre finestre con arco semicircolare e chiave di volta a rilievo allungata. Le finestre vicino all'angolo si trovano tra due grandi mensole che sostengono il balcone del primo piano. La soluzione d'angolo gioca sulla volumetria complessiva che, tra pieni e vuoti, evidenziano una veranda, con panorama sullo stretto, coperta da una pensilina in tegole. La parete della veranda è arricchita da decorazioni geometriche e floreali di diverso colore.